# Diaethria breyeri
Diaethria breyeri är en fjärilsart som beskrevs av Hayward 1940. Diaethria breyeri ingår i släktet Diaethria och familjen praktfjärilar. Inga underarter finns listade i Catalogue of Life.